# Roberto Francisco Platero Ibáñez
Roberto Platero (Santoña, 31 de desembre de 1986) és un futbolista càntabre, que ocupa la posició de davanter.
Format al planter del Racing de Santander, el 2007 debuta amb els santanderins a primera divisió, a la darrera jornada de la temporada 06/07 davant el Reial Betis.
No té continuïtat i el 2008 fitxa pel CD Numancia, que el cedira a la SD Ponferradina i al Barakaldo CF.